# Francouzská šlechtická emigrace

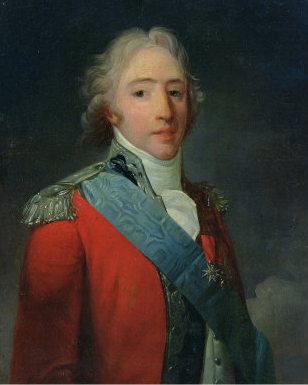
Hrabě d’Artois, významná postava emigrace a pozdější král Francie.

Francouzská šlechtická emigrace představovala významný důsledek Velké francouzské revoluce, kdy mezi lety 1789–1815 emigrovala velká část francouzské šlechty z Francie do sousedních zemí. Většina rodů tuto emigraci chápala jako dočasnou, a když je později v roce 1800 Napoleon žádal o návrat, velká část z nich se skutečně vrátila zpět a většina ostatních se vrátila po Napoleonově pádu.

## Historické souvislosti
Již v roce prvním roce Francouzské revoluce 1789 odešli do emigrace někteří ultramonarchisté, jako byli mladší bratři krále Ludvíka XVI. hrabě d'Artois a hrabě z Provence, princ de Condé (Bourbon-Condé) – bratranec krále a zmíněných hrabat, vévodové d’Enghien (vnuk předešlého) a de Polignac – často pairové, zejména členové dřívější „Šeříkové kliky". Jejich cílem byla Anglie, Nizozemí nebo Německo. S postupující radikalizací revoluce (začala požírat své děti) do emigrace odjížděli i liberální šlechticové, například markýz de La Fayette, vévoda d'Aiguillon a Talleyrand nebo bohatí či opozičně angažovaní měšťané.

## Shromažďování apilnická deklarace
Emigrací se však v tomto kontextu rozumí zejména skupina těch emigrantů, kteří ve Francii chtěli obnovit předrevoluční poměry. Ta se shromažďovala zejména ve Koblenci v sídle kurfiřta arcibiskupa trevírského na pozvání Ferdinanda svobodného pána von Duminique – prvního ministra arcibiskupa-kurfiřta. Sám arcibiskup-kurfiřt Klemens Václav Saský to schvaloval, protože byl strýcem (bratr Marie Josefy, kurfiřtovy matky) krále Ludvíka XVI. a jeho sourozenců. Princ de Condé zde zformoval armádu mladých aristokratů, kteří se chtěli zapojit do boje za své cíle.
Delegace francouzských emigrantů v čele s hrabětem d'Artois se vnutila 27. srpna 1791 na jednání s císařem Leopoldem a pruským králem Fridrichem Vilémem, které hostil saský kurfiřt Fridrich August III. na zámku Pilnice. Výsledkem těchto jednání byla pilnická deklarace požadující zachování monarchie ve Francii a bezpečnost pro královský manželský pár (vojenský zásah proti revoluci připouštěla pouze po shodě evropských velmocí).

## Armáda prince deCondé

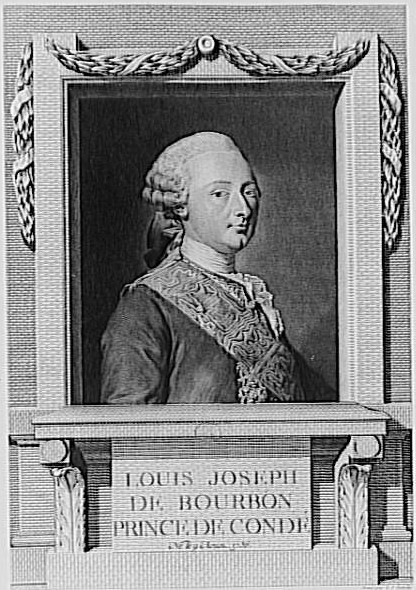
Louis Joseph de Bourbon-Condé, velitel armády emigrantů

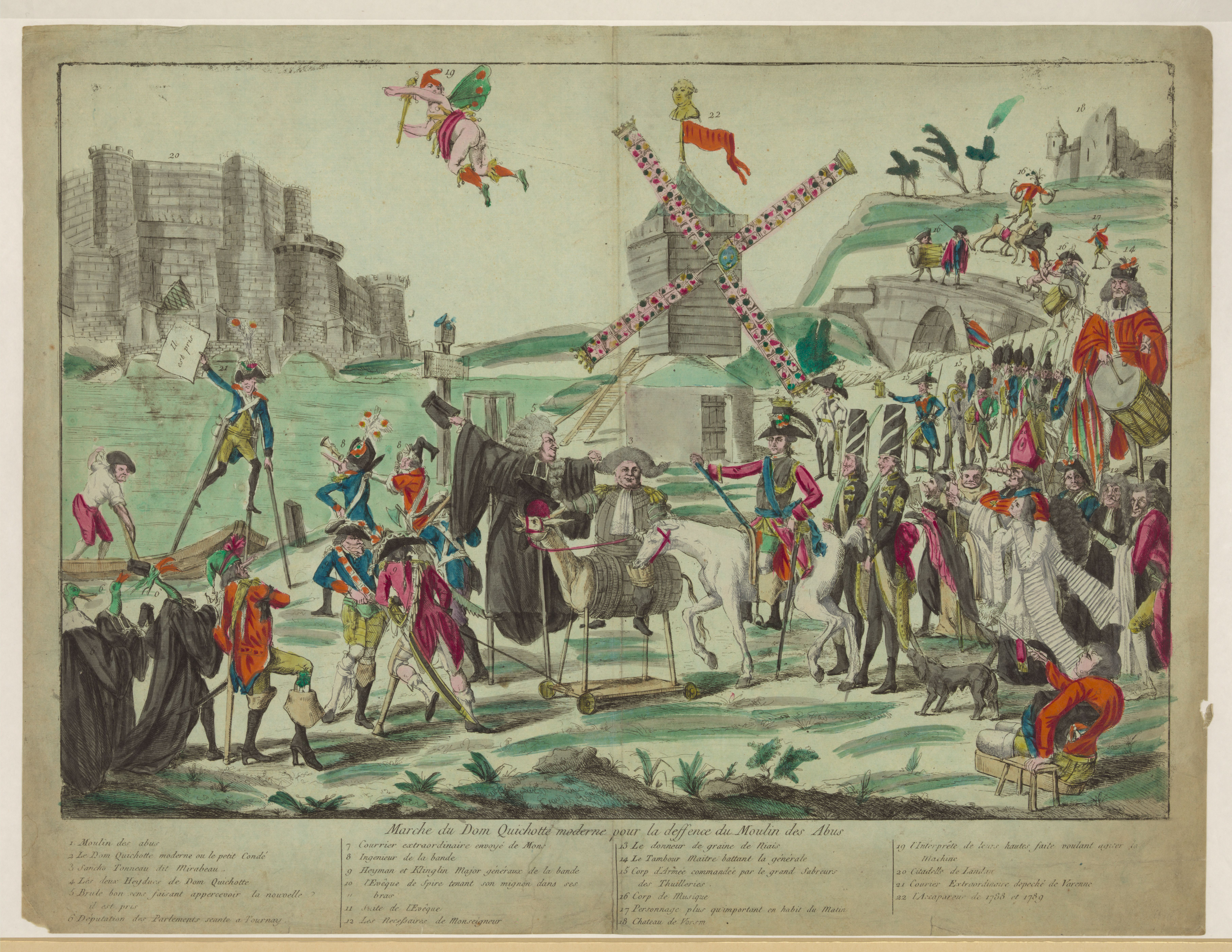
Pochod moderního dona Quijota na obranu Mlýnů Zneužívání; anonymní karikatura z roku 1791 ukazuje prince de Condé jako dona Quijota doprovázeného vikomtem de Mirabeau (Mirabeau Tonneau) a Sancho Panzou, obklopené armádou kontrarevolucionářů odhodlaných bránit Mlýny Zneužívání, symbolizované bustou Ludvíka XVI.

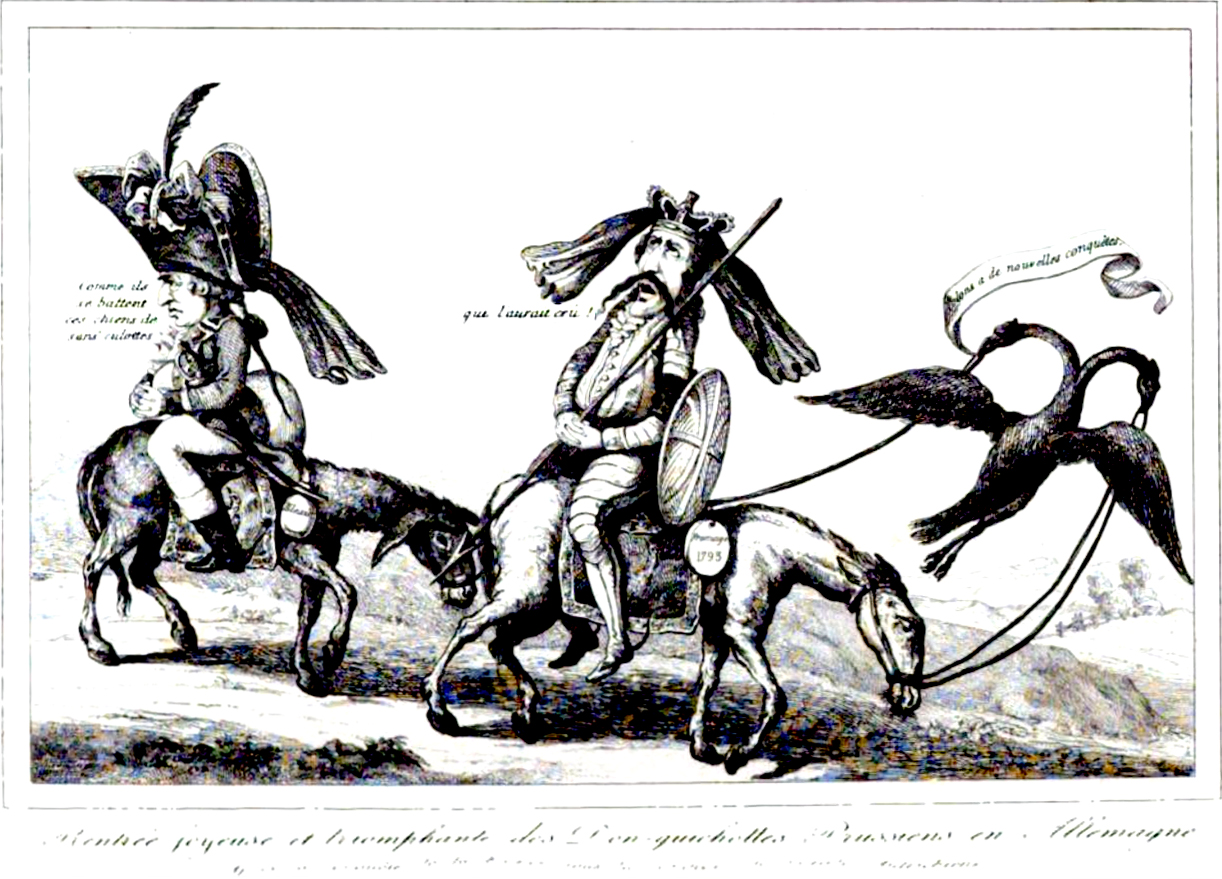
Karikatura zobrazující pruského krále a emigranty

Armáda prince de Condé se připojila ke spojeným vojskům pruským, rakouským a hesenským, vedeným vévodou brunšvickým, jenž vydal manifest redigovaný a inspirovaný Marií Antoinettou, v neúspěšné invazi do Francie v roce 1792 skončené kanonádou – bitvou u Valmy.
Armáda prince de Condé v síle 5 000 až 25 000 mužů. Po rekrutování v Mohuči a Mannheimu a v některých švýcarských kantonech v roce 1796 mohla mít 10 000 mužů. Placeni byli Británií. V době prozatímního příměří byla umístěna v okolí Bodamského jezera.
Po konci války první koalice proti revoluční Francii 1792–1797 odpochodovala do tehdy ruského Polska, byla Ruskem placena a s jeho Suvorovovou armádou se zúčastnila pochodem do Švýcarska války druhé koalice proti revoluční Francii 1798–1802. Armáda prince de Condé byla rozpuštěna v roce 1801.

## Proti emigraci
Revoluční režim aktivitu emigrace využíval pro propagandu proti svým oponentům, kteří v zemi zůstali, a jejich zastrašování. Proti emigraci a jejím aktivitám používal jak propagandu, tak i legislativu:
- 28. června 1791 – odchod z Francie bez pasu je zakázán;
- ve stejném roce – postihy majetku emigrantů;
- 15. srpna 1792 – ženy a děti kobleneckých emigrantů jsou považovány za rukojmí;
- 12. září 1792 – stát zrušil emigrantům renty a penze;
- 13. září 1792 – dekret vykládá zákon z 8. dubna předpokládající konfiskaci majetku emigrantů;
- 14. září 1792 – zákon o rozvodu. Emigrace je považována za důvod k rozvodu;
- 7. října 1792 – rozhodnutí o exekuci na majetku emigrantů je platné dvacet čtyři hodiny po jeho vynesení;
- 23. října 1792 – emigranti jsou navždy vyhoštěni a jejich návrat je trestán smrtí;
- 28. března 1793 – zákon předpokládající deportaci emigrantů;
- 22. července 1793 – občané bydlící v rebelujících městech jsou považováni za emigranty a jejich majetek je konfiskován;
- 5. března 1794 – za emigranty jsou považovány i osoby, které emigrantům posílají peníze

## Hodnocení anásledky
Podobná byla situace francouzské šlechtické emigrace i v dalších ohledech. Ač bez prostředků, zachovávala si svou vznešenost i nenávist a neústupnost.
Některé osoby z řad šlechtické emigrace přežívaly jako milenky či milenci těch, jež si to mohli dovolit. Někteří další se živili prací, na což velká část z nich nemohla do smrti zapomenout a nenáviděla skutečné či domnělé viníky této situace.
Část emigrantů se do Francie vrátila za Napoleonovy vlády po jeho výzvě k návratu. Po Napoleonově pádu a za Restaurace se vrátili i ti nejnesmiřitelnější – tvořili skupinu ultraroyalistů, o níž se trefně říkalo: „Nic se nenaučili (že by se v nové době a po změnách měli chovat jinak) a nic nezapomněli (mstili se – i těm, kteří jim později pomohli)".
Spíše výjimku tvořily rody, které se nikdy nevrátily, k nim patřili například Rohanové, nebo Mensdorffové-Pouilly, kteří zůstávali mj. i na svých českých panstvích.